# Tichon Abramow
Tichon Porfirjewicz Abramow (ros. Ти́хон Порфи́рьевич Абра́мов, ur. 3 czerwca?/16 czerwca 1901 w Kacmazowie, zm. 17 października 1991 w Moskwie) – Ukrainiec, radziecki dowódca wojskowy, generał major, Bohater Związku Radzieckiego (1945).

## Życiorys
Ukończył 5 klas szkoły cerkiewnej, w latach 1920–1922 sekretarz rady wiejskiej w rodzinnej wsi, od 1922 w Armii Czerwonej.
W grudniu 1922 ukończył kursy piechoty w Kijowie, był zastępcą dowódcy i dowódcą plutonu zwiadu konnego pułku strzeleckiego. W 1928 ukończył szkołę kawalerii w Zinowjewsku (obecnie Kropywnycki), był dowódcą plutonu pułku kawalerii w Ukraińskim Okręgu Wojskowym. W lipcu 1931 skończył kursy broni pancernej w Leningradzie, był zastępcą dowódcy i dowódcą eskadronu dywizjonu zmechanizowanego, zastępcą szefa i szefem sztabu pułku zmechanizowanego, dowódcą szkolnego eskadronu pułku zmechanizowanego.
Od 24 stycznia 1936 kapitan, od kwietnia do czerwca 1939 w rezerwie, potem zastępca szefa sztabu pułku czołgów w Kijowskim Okręgu Wojskowym.
We wrześniu 1939 brał udział w agresji ZSRR na Polskę (zajęciu tzw. Zachodniej Ukrainy przez ZSRR), 6 września 1940 mianowany majorem.
Po ataku Niemiec na ZSRR od czerwca do sierpnia 1941 szef działu operacyjnego sztabu 405 pułku pancernego, w sierpniu-wrześniu 1941 szef sztabu 34 specjalnego pułku zmechanizowanego, walczył na Froncie Południowo-Zachodnim, w lipcu 1941 ranny i kontuzjowany, w październiku 1941 ciężko ranny. Od 25 lutego 1942 podpułkownik, od marca 1942 szef sztabu formującej się 92 Brygady Pancernej, od czerwca 1942 do czerwca 1943 szef sztabu i zastępca dowódcy 92 Brygady Pancernej, walczył na Froncie Kalinińskim, Froncie Północno-Zachodnim i Północno-Kaukaskim, uczestnik operacji rżewsko-syczewskiej i krasnodarskiej, jesienią 1942 ranny, 30 listopada 1942 awansowany pułkownikiem. W październiku 1943 skończył kursy akademickie przy Wojskowej Akademii Mechanizacji i Motoryzacji, po czym został dowódcą 107 Brygady Pancernej, walczył na 1 i 2 Froncie Ukraińskim i 1 Froncie Białoruskim, uczestnik operacji korsuńskiej, humańsko-batoszańskiej, brzesko-lubelskiej, warszawsko-poznańskiej, wschodniopruskiej i berlińskiej. Szczególnie wyróżnił się podczas forsowania Pilicy i zajmowania Sochaczewa 15 stycznia 1945 i forsowania Bzury i zajmowania Lubienia Kujawskiego, Radziejowa i Inowrocławia; za umiejętne dowodzenie brygadą i przejawianie w walkach męstwa i bohaterstwa 6 kwietnia 1945 otrzymał tytuł Bohatera Związku Radzieckiego. 11 lipca 1945 mianowany generałem majorem wojsk pancernych. Po wojnie był dowódcą pułku czołgów ciężkich w Zakarpackim Okręgu Wojskowym, zastępcą dowódcy brygady pancernej w Grupie Wojsk Radzieckich w Niemczech, zastępcą dowódcy dywizji zmechanizowanej w Białoruskim Okręgu Wojskowym. W latach 1950–1951 zastępca dowódcy korpusu strzeleckiego, w 1952 skończył wyższe kursy akademickie przy Wyższej Akademii Wojskowej. Od 1952 dowódca wojsk pancernych i zmechanizowanych 39 Armii Ogólnowojskowej, 1954−1955 pomocnik dowódcy 39 Armii Ogólnowojskowej ds. broni pancernej, od października 1955 w rezerwie.

## Odznaczenia
- Złota Gwiazda Bohatera Związku Radzieckiego (6 kwietnia 1945)
- Order Lenina (dwukrotnie - 6 kwietnia 1945 i 6 listopada 1947)
- Order Czerwonego Sztandaru (czterokrotnie - 15 stycznia 1942, 28 marca 1944, 3 listopada 1944 i 30 kwietnia 1954)
- Order Suworowa II klasy (17 maja 1944)
- Order Kutuzowa II klasy (21 maja 1945)
- Order Wojny Ojczyźnianej I klasy (11 marca 1985)
- Order Czerwonej Gwiazdy (30 marca 1943)
- Order Krzyża Grunwaldu III klasy (Polska, 1946)

medale ZSRR oraz inne oznaczenia zagraniczne.